# Силвио Пјола
Силвио Пјола (итал. Silvio Piola; 29. септембар 1913 — 4. октобар 1996) био је италијански фудбалер који је играо на позицији нападача.
Био је један од најбољих фудбалера свог времена што је и доказивао рекордима које је постављао. Трећи је на листи најбољих стрелаца репрезентације Италије. Такође је остао познат по томе што је био најбољи стрелац три различита клуба (Про Верчели, Лацио и Новара). Поред њих, наступао је још за Торино и Јувентус.
За репрезентацију Италије одиграо је 34 утакмице на којима је постигао 30 голова.

## Статистика каријере

### Репрезентативна
| Италија | Италија  | Италија |
| Година  | Утакмице | Голови  |
| ------- | -------- | ------- |
| 1935    | 2        | 2       |
| 1936    | 5        | 2       |
| 1937    | 5        | 5       |
| 1938    | 7        | 9       |
| 1939    | 6        | 8       |
| 1940    | 4        | 1       |
| 1942    | 1        | 1       |
| 1945    | 1        | 1       |
| 1946    | 1        | 1       |
| 1947    | 1        | 0       |
| 1952    | 1        | 0       |
| Укупно  | 34       | 30      |